# Бразій-де-Сус
Бразій-де-Сус (рум. Brazii de Sus) — село у повіті Прахова в Румунії. Адміністративний центр комуни Бразь.
Село розташоване на відстані 46 км на північ від Бухареста, 9 км на південь від Плоєшті, 94 км на південь від Брашова.

## Населення
За даними перепису населення 2002 року у селі проживали 1848 осіб, з них 1845 осіб (99,8%) румунів. Усі жителі села рідною мовою назвали румунську.